# حزب التحالف المدني
حزب التحالف المدني Hizeb Al-Tahalof Al-Madani هو حزب سياسي علماني في الأردن تأسس أواخر عام 2018.

## روابط خارجية
- الموقع الرسمي
- صفحة الفيسبوك